# تپه چگا دیزان
تپه چگا دیزان مربوط به عصر مفرغ است و در شهرستان ایلام، بخش مرکزی، دهستان میش خاص، روستای جعفرآباد واقع شده و این اثر در تاریخ ۱۸ اسفند ۱۳۸۷ با شمارهٔ ثبت ۲۵۳۸۶ به‌عنوان یکی از آثار ملی ایران به ثبت رسیده است.